# Estelle Reiner
Estelle Reiner (geb. Estelle Lebost; * 5. Juni 1914 in New York City; † 25. Oktober 2008 in Beverly Hills) war eine US-amerikanische Schauspielerin und Sängerin. Sie war die Ehefrau des Regisseurs und Schauspielers Carl Reiner und Mutter des Regisseurs Rob Reiner sowie der Schriftstellerin Annie Reiner und des Künstlers Lucas Reiner.

## Leben

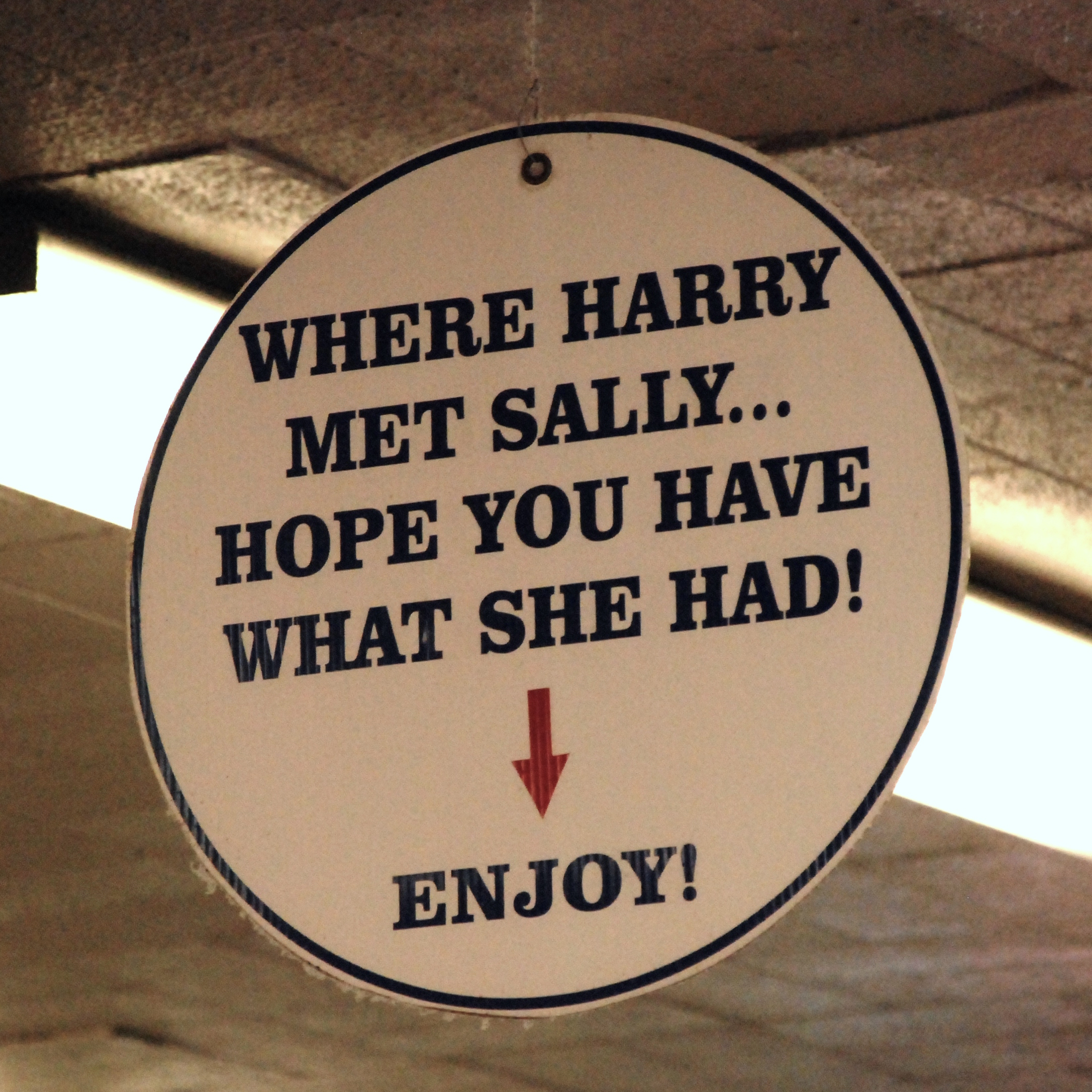
Schild mit Estelle Reiners Zitat im Katz’s Delicatessen

Reiner wurde 1914 in der New Yorker Bronx als Estelle Lebost geboren. In jungen Jahren war sie als Malerin und Künstlerin aktiv. Im Jahr 1943 heiratete sie Carl Reiner. Aus der Ehe entsprangen drei Kinder: Rob, Annie und Lucas Reiner.
Nach kleineren Rollen in Komödien wie Der Mann mit zwei Gehirnen oder Heiß auf Trab folgte 1989 eine kurze aber prägnante Rolle in der von ihrem Sohn Rob inszenierten Liebeskomödie Harry und Sally. In der berühmten Szene, in der Meg Ryan als Sally einen Orgasmus vortäuschte, verlangt die von Reiner dargestellte ältere Dame am Nebentisch beim Kellner „genau das, was sie hatte“ („I’ll have what she’s having“). Das American Film Institute wählte den Satz unter die 100 besten Filmzitate aus US-Filmen aller Zeiten auf Platz 33.
Die Szene wurde in Katz’s Delicatessen in der New Yorker Lower East Side gedreht. Ein über dem Tisch positioniertes Schild greift Reiners Zitat auf.
Mit 65 Jahren begann Reiner, als Sängerin aufzutreten. Zwischen 1995 und 2004 entstanden sieben Musikalben.
Sie starb am 25. Oktober 2008 im Alter von 94 Jahren im kalifornischen Beverly Hills eines natürlichen Todes.

## Filmografie
- 1980: Marathon (Fernsehfilm)
- 1980: Fetty – Der Dicke legt los! (Fatso)
- 1983: Der Mann mit zwei Gehirnen (The Man with Two Brains)
- 1983: Sein oder Nichtsein (To Be or Not to Be)
- 1988: Heiß auf Trab (Hot to Trot)
- 1989: Harry und Sally (When Harry Met Sally...)

## Diskografie
- 1995: Just In Time
- 1995: Paradise
- 1999: Hurry Home
- 1999: I Know How To Do It
- 2000: Ukulele Mama
- 2003: Ukulele Mama 2
- 2004: Sings Grown Up Songs For Kids